# Liste des sénateurs de la Martinique
Cette liste donne la liste des sénateurs élus en Martinique selon la période.

## Troisième République
La Troisième République dure de 1870 à 1940.
| Nom             | Groupe     | Début de mandat  | Fin de mandat     | Notes                                                |
| --------------- | ---------- | ---------------- | ----------------- | ---------------------------------------------------- |
| Joseph Desmazes | NC         | 27 février 1876  | 23 septembre 1882 | Réélu le 5 janvier 1879, décédé en cours de mandat.  |
| Vincent Allègre | UR         | 17 décembre 1882 | 1er février 1883  | Élection annulée.                                    |
| Hubert Michaux  | NC         | 1er avril 1883   | 22 juillet 1888   | Réélu le 20 janvier 1888, décédé en cours de mandat. |
| Vincent Allègre | UR puis GD | 21 octobre 1888  | 18 mai 1899       | Réélu le 3 janvier 1897, décédé en cours de mandat.  |
| Amédée Knight   | GD         | 13 juillet 1899  | 16 avril 1916     | Réélu le 7 janvier 1906, décédé en cours de mandat.  |
| Henry Lémery    | GD         | 18 janvier 1920  | 5 janvier 1924    |                                                      |
| Fernand Clerc   | RS         | 6 janvier 1924   | 6 mars 1924       | Élection invalidée en mars.                          |
| Henry Lémery    | GD puis NI | 27 avril 1924    | 31 décembre 1941  | Réélu le 10 janvier 1933.                            |

## Quatrième République
La Quatrième République dure de 1946 à 1958.
| Nom           | Nom          | Parti | Groupe       | Début de mandat  | Fin de mandat      | Notes                                                      |
| ------------- | ------------ | ----- | ------------ | ---------------- | ------------------ | ---------------------------------------------------------- |
|               | Thélus Léro  | PCM   | COM          | 15 décembre 1946 | 7 novembre 1948    | Non réélu en 1948                                          |
|               | Victor Sablé | NC    | GD           | 15 décembre 1946 | 7 novembre 1948    | Non réélu en 1948.                                         |
|               | Émile Lodéon | RGR   | RGR          | 7 novembre 1948  | 28 avril 1958      | Réélu le 19 juin 1955, décédé en cours de mandat.          |
|               | Paul Symphor | SFIO  | SOC          | 7 novembre 1948  | 26 avril 1959      | Réélu le 19 juin 1955, réélu sénateur de la Ve République. |
| Auguste Rejon | SFIO         | SOC   | 22 juin 1958 | 26 avril 1959    | Non réélu en 1958. |                                                            |

## Cinquième République
La Cinquième République est en vigueur depuis 1958. Le département de Martinique est représenté par deux sénateurs depuis 1959.
| Nom            | Nom                | Parti        | Groupe                     | Début de mandat       | Fin de mandat         | Notes |
| -------------- | ------------------ | ------------ | -------------------------- | --------------------- | --------------------- | --- |
|                | Paul Symphor       | SFIO         | SOC                        | 26 avril 1959         | 27 mars 1968          | Aussi sénateur de la IVe République, décédé en cours de mandat.                                                    |
|                | Georges Marie-Anne | UNR puis RPR | app. UNR puis RPR          | 26 avril 1959         | 2 octobre 1977        | Réélu le 22 septembre 1968, non candidat en 1977.                                                                  |
| François Duval | UDR puis RPR       | RPR          | 22 septembre 1968          | Non candidat en 1977. | 2 octobre 1977        | |
| Edmond Valcin  | RPR                | RPR          | 25 septembre 1977          | 1er octobre 1986      | Non candidat en 1986. | |
|                | Roger Lise         | UDF          | 25 septembre 1977          | UC                    | 1er octobre 1995      | Réélu le 28 septembre 1986, non candidat en 1995.                                                                  |
|                | Rodolphe Désiré    | PPM          | SOC-A puis RDSE-R          | 28 septembre 1986     | 30 septembre 2004     | Réélu le 24 septembre 1995, non réélu en 2004.                                                                     |
|                | Claude Lise        | PSM          | SOC                        | 24 septembre 1995     | 30 septembre 2011     | Réélu le 26 septembre 2004, non réélu en 2011.                                                                     |
|                | Serge Larcher      | PPM          | SOC-A/SOC-EELVr-A/SOC/SOCR | 26 septembre 2004     | 1er octobre 2017      | Réélu le 25 septembre 2011, non candidat en 2017.                                                                  |
|                | Maurice Antiste    | MPF          | SOC/SOCR/SER               | 25 septembre 2011     | 30 septembre 2023     | Réélu le 24 septembre 2017 .                                                                                       |
|                | Catherine Conconne | PPM puis LME | SOCR/SER                   | 24 septembre 2017     | en cours              | Première femme de l'histoire de la Martinique élue sénatrice; démissionne du PPM le 30 avril 2020. Réélue en 2023. |
|                | Catherine Conconne | PPM puis LME | SOCR/SER                   | 24 septembre 2017     | en cours              | Première femme de l'histoire de la Martinique élue sénatrice; démissionne du PPM le 30 avril 2020. Réélue en 2023. |
|                | Frédéric Buval     | DT           | app. RDPI                  | 25 septembre 2023     | en cours              | |